# Академическая непорядочность
Академическая непорядочность, академическая нечестность, академический обман — любой вид обмана, связанный с выполнением контрольных работ, сочинений, сдачей экзаменов, выполнением рефератов, курсовых, дипломных, научно-исследовательских работ и т. п. Это может включать:

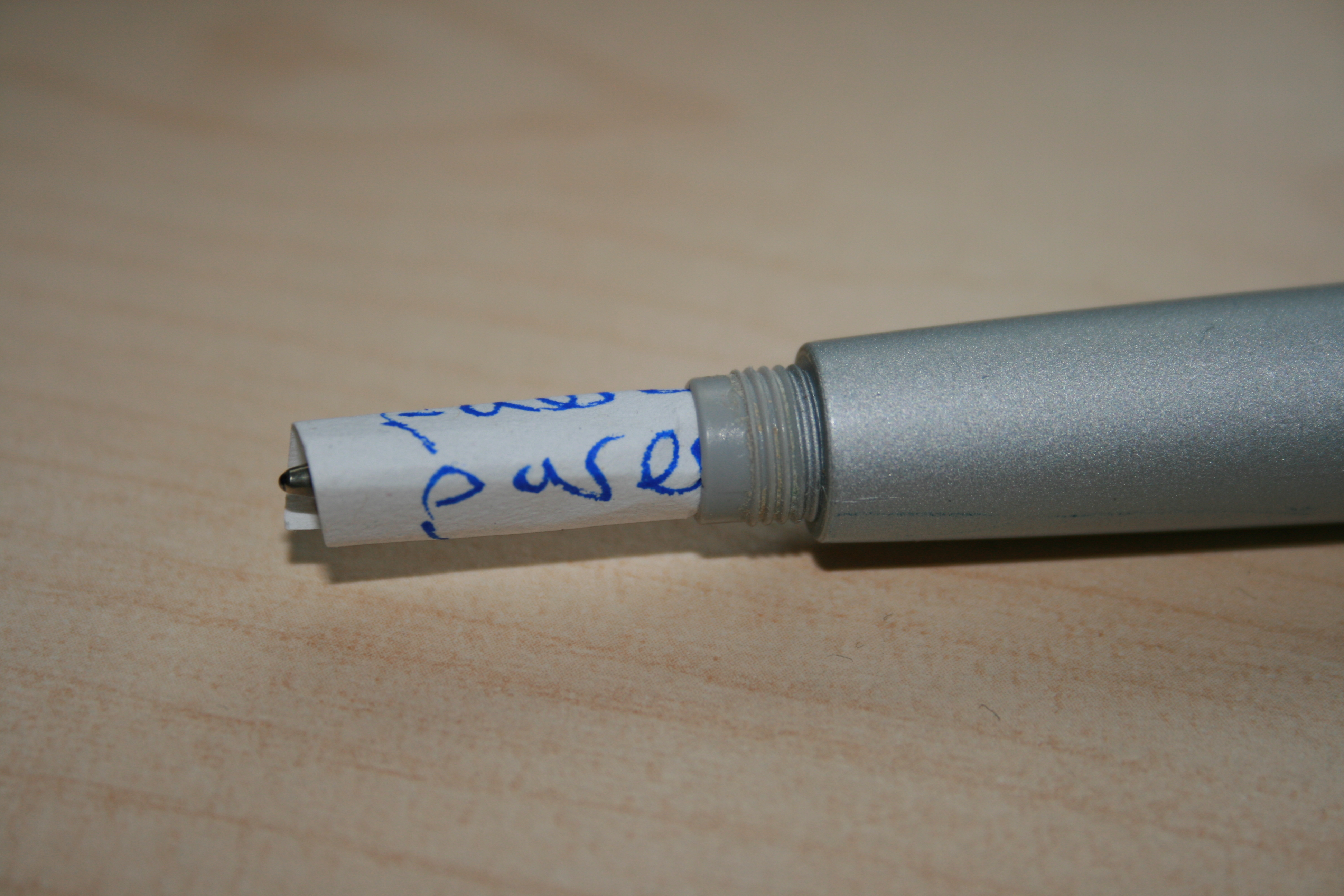
Шпаргалка

- Плагиат: воспроизведение работы другого автора (человека, коллектива, организации, сообщества или иного автора, в том числе анонимных авторов) без указания авторства (то есть от своего имени).
- Сфабрикованность: фальсификация данных, информации или ссылок на источники в работе.
- Ложь: предоставление ложных сведений преподавателю. Например, ложные оправдания, чтобы сдать работу позже других.
- Списывание: попытка учащегося получить помощь в выполнении письменной работы так, чтобы об этом не узнал преподаватель или экзаменатор, включая применение шпаргалок.
- Подкуп: получение правильных ответов теста за деньги.
- Саботаж: попытка помешать другим выполнить работу. Это включает в себя в том числе вырывание страниц из библиотечных книг, умышленное повреждение чужих экспериментальных (лабораторных) работ.
- Профессорско-преподавательские проступки: академическое мошенничество или умышленно-неверная оценка работ учеников.

Академическая непорядочность задокументирована во всех типах учебных заведений от начальной школы до аспирантуры. На протяжении всей истории такое поведение встречали с разной степенью неодобрения.

## Причины

### Стимулы для обмана
Некоторые ученые утверждают, что есть студенты с патологическим желанием обмануть. Писатель Томас Маллон отмечал, что ученые находили, что плагиат в литературе (Сэмюэл Тэйлор Кольридж и Чарльз Рид — два показательных примера) часто совершается в порядке, аналогичном клептомании (психологическое заболевание, связанное с неконтролируемым воровством, даже если это против интересов вора). С другой стороны, Мэллон заключает, что вполне вероятно большинство «читеров» делают рациональный выбор.

### Демографические и личные причины
Исследования выявили ряд демографических характеристик, которые по-видимому являются важными факторами, влияющими на обман, включающие возраст, гендерную идентичность и средний балл. Старшие школьники, женщины и студенты с высшими академическими достижениями реже обманывают, в то время как студенты, участвующие во многих внеклассных мероприятиях, чаще. Студенты, участвующие во внеучебной деятельности могут быть меньше вовлечены в учёбу или больше нуждаться в свободном времени, что мешает учёбе, создавая больший стимул к обману. Было обнаружено, что младшие студенты чаще обманывают: одно исследование показало, что больше всего подвержены обману студенты во время второго курса колледжа. Хотя, казалось бы, обман должен сократится с ростом нравственного развития, в одном эксперименте не было найдено никакой связи между тем, как ученик выполнил тест морального развития и вероятностью обмана (то есть, студенты на доконвенциональной стадии морали, столь же вероятно обманывают, как и те, что на постконвенциональном этапе). Прокрастинация в ВУЗах была также признана фактором, увеличивающим частоту семи различных форм академической нечестности (использование ложных оправданий, плагиат, списывание чужой работы на экзаменах, использование запрещенных средств на экзаменах, ношение запрещенных средств на экзаменах, копирование части домашнего задания других, фабрикация или фальсификации данных), а также разнообразных нарушений. Это немецкое групповое исследование, охватывающее тысячи студентов ВУЗов, утверждает, что нарушение учебной дисциплины может быть копинг-стратегией преодоления негативных последствий учебных проволочек, таких как низкая производительность.
Раса, национальность и класс слабо коррелируют с академической нечестностью. Также нет корреляции с тем, насколько религиозен студент. Сравнение между студентами разных религий дали похожие результаты, хотя исследование показало, что евреи склонны обманывать меньше, чем представителей других религий. Одна из сильнейших обнаруженных демографических корреляций с академической непорядочностью в США — язык. Было показано, что студенты, которые говорят на английском в качестве второго языка, имеют больше шансов быть пойманными, так как они часто не хотят переписывать текст своими словами, опасаясь, что смысл предложения будет потерян из-за плохого навыка перефразирования. В системе университета Калифорнии, иностранные студенты составляют 10 % учащихся, но на них приходятся 47 % случаев обнаруженной академической нечестности. В британских университетах, доля студентов из-за пределов Европейского Союза составляет 12 %, но это 35 % случаев академической нечестности.

### Контекстуальные причины
Намного проще проследить связь между непорядочностью и академическим и социальным окружением, чем с происхождением студента. Контекстуальные факторы могут быть и такими обширными как социальное окружение, и такими конкретными, как инструкции, которые были даны преподавателем перед экзаменом.
Контекстуальные факторы, поддающиеся контролю преподавателями, как минимум влияют на вероятность списывания. Одно исследование обнаружило, что увеличение расстояния между учениками на экзамене, оказывает небольшой эффект, и что запугивание студентов наоборот только стимулирует такое поведение. В самом деле, ужесточение контроля на экзаменах и другие методы обнаружения обмана в классах в значительной степени неэффективны. Согласно одному опросу студентов американского колледжа, в то время как 50 % списывали хотя бы раз за последние 6 месяцев, и 7 % списывали больше пяти раз за тот же период, только 2,5 % списывающих были пойманы. Как только учителя изобретают более сложные методы сдерживания, студенты придумывают более сложные методы списывания (иногда даже рассматривая это как игру), что приводит к тому, что некоторые учителя называют дорогостоящей и бесконечной гонкой вооружений. Строгость наказания также имеет слабую корреляцию с частотой такого поведения. Выяснилось, что у студентов с различными представлениями о серьёзности наказания одинаковая вероятность обмана, что, возможно, показывает, что они считали эту разницу в наказании несущественной, так как их обман всё равно никто бы не обнаружил. Однако, если преподаватель ясно даёт понять, что неодобряет обман, в учебном пособии, на первом занятии или прямо перед тестом, вероятность обмана уменьшается на 12 %.
Преподаватели могут ненамеренно стимулировать обман. Одно исследование показало корреляцию частоты обмана с тем, насколько грубым или несправедливым выглядит преподаватель в глазах студентов, поскольку студенты видят в списывании способ отплатить учителю. Также, студенты, которые чувствуют себя частью соревнования, как при оценивании на кривой, с большей вероятностью будут списывать.
Исследования также показали корреляцию между целенаправленностью студентов и случаями академического обмана. Те студенты, что воспринимают занятия как способ овладеть навыками, списывают реже тех, кто акцентирует внимание на успеваемости. Другими словами, студенты, которые учатся ради обучения и демонстрируют самоценность образования с меньшей вероятностью спишут, чем те, кто заинтересован в первую очередь оценками и наградами.
Наиболее важные контекстуальные причины академических нарушений часто находятся вне сферы влияния отдельных педагогов. Одним очень важным фактором является управление временем. В одном исследовании сообщалось о том, что две трети учителей полагали, что плохой тайм-менеджмент является основной причиной обмана. Часто социальные обязательства в этом виноваты. Было обнаружено, что существует сильная корреляция между внеурочной деятельностью и обманом, особенно среди спортсменов, даже тех, кто играет в школьной команде. Кроме того, было обнаружено, что студенты обманывают тем больше, чем больше времени они проводят, играя в карты, смотря телевизор или выпивая с друзьями. Кроме того, членство в братстве или сестринстве также сильно коррелирует с академической нечестностью.
Одна из самых важных вещей, влияющих на нарушения — уровень их неодобрения сверстниками, то есть социальное давление. Психологи отмечают, что все люди стремятся следовать нормам своей группы, которые включают и нормы об академической нечестности. Таким образом, студенты, которые считают, что их сверстники не одобряют обман, с меньшей вероятностью обманут. Действительно, многочисленные исследования показывают, что решающим фактором в студенческом решении обмануть — восприятие этим студентом отношения сверстников к академической непорядочности. Например, в среднем 69 % студентов списывают в колледжах с низким уровнем неодобрения сообществом, в то время как только 23 % студентов обманывают в колледжах с сильным неодобрением. Давление работает и в обратную сторону: как показало исследование, вероятность, что студент будет списывать, растёт на 41 %, если он видел, как кто-то другой списывал. Однако, даже того, что большинство студентов категорически против списывания, недостаточно: должно быть сообщество, обеспечивающее исполнение этих норм через давление со стороны сверстников. Например, более крупные школы, в которых обычно чаще происходит списывание, чем в небольших школах, как правило, имеют более слабые сообщества и раздроблены на различные группы сверстников, которые оказывают незначительное социальное давление друг на друга. Другой показатель сообщества колледжа — сколько студентов живут в кампусе — также показывает значительную связь с частотой списывания. Кроме того, многие преподаватели утверждают, что чем меньше класс, тем меньше в нём списывают.

### Этические причины
Вне зависимости от того, какие демографические факторы или ситуация действуют на студента, который решает списать, прежде чем он это сделает, ему нужно преодолеть свою совесть. Влияет и то, как сильно академическая непорядочность порицается, и какой тип оправданий студент использует, чтобы сбежать от чувства вины. Например, студенты, у которых нет моральной проблемы с академической непорядочностью, могут списывать без чувства вины. Однако, в то время как многих студентов учат, что списывать — плохо, было показано, что треть студентов, которые сильно не одобряют списывание, на самом деле списывают. Люди, которые списывают, несмотря на своё личное неодобрение, используют так называемую «нейтрализацию», в которой обосновывают для себя необходимость списывания смягчающими обстоятельствами.
Люди, использующие нейтрализацию, поддерживают общественную норму, но выдумывают причины, по которым им разрешено нарушать её в каждом конкретном случае. Нейтрализация — это не простая рационализация постфактум, а скорее сложный процесс, происходящий как до, так и в процессе и после списывания. Исследователи нашли 4 основных типа нейтрализации академической непорядочности, которые они разделили по типу оправданий. Непризнавание ответственности — обвинение других или обстоятельств, которые заставляют студента списывать. Это самая распространенная форма нейтрализации в колледжах США, где 61 % списывающих используют эту форму оправданий. Осуждение осуждающего — обвинение преподавателей в лицемерии или в том, что они сами спровоцировали это. Это вторая по распространенности форма нейтрализации. На неё приходится 28 %. Третья самая популярная форма нейтрализации среди студентов — апелляция к преданности, когда студент считает, что его ответственность перед кем-то, обычно перед сверстниками, важнее, чем правильность действий с моральной точки зрения. Около 6,8 % списывающих используют эту форму нейтрализации.
Непризнавание вреда — уверенность, что от списывания никому не становится хуже. Это четвёртое по распространенности оправдание — 4,2 % списывающих.

## Последствия
Обман оказывает множество эффектов на учеников и студентов, учителей, образовательные учреждения и образовательную систему в целом.
Например, учащиеся, которые списывали хотя бы раз, используя нейтрализацию, с большей вероятностью будут непорядочными в жизни. Одно исследование показало, что учащиеся, непорядочные в учёбе, с большей вероятностью совершат мошенничество или кражу на работе. Учащиеся испытывают негативное влияние даже после окончания учебного заведения. Диплом об окончании высшего образования — важный документ на рынке труда. Потенциальные работодатели используют его как мерило знаний и способностей. Однако, из-за академической непорядочности, не все, у кого есть диплом, приложили одинаковые усилия или обладают одинаковыми навыками. Таким образом, работодатели, встречаясь с фактом, что они не знают, какие из выпускников обладают навыками, а какие — «лимоны» (см. Рынок лимонов), должны платить всем выпускникам исходя из качества работы среднего выпускника. Чем больше студентов списывают, тем ниже качество работы среднего выпускника учебного заведения, и следовательно, тем меньше работодатели готовы платить новому выпускнику этого учебного заведения. По этой причине, академическая непорядочность негативно влияет на всех, даже порядочных студентов.
Академическая непорядочность создает проблемы для учителей. Говоря экономическими терминами, она вызывает недопроизводство знаний, где преподавательская работа заключается в производстве знаний. Случаи обмана часто вызывают эмоциональный дискомфорт у профессорско-преподавательского состава, где многие считают это неуважением к себе. Одно исследование говорит, что 77 % преподавателей согласились с утверждением «разбирательство с обманывающим студентом — один из самых сложных аспектов работы».
Нарушения также могут негативно сказываться на репутации учебного заведения. Учреждения, пораженные скандалами, связанными с обманом, могут стать менее привлекательными для потенциальных спонсоров, абитуриентов и особенно потенциальных работодателей. И наоборот, ВУЗы с низким уровнем академической нечестности могут использовать свою репутацию для привлечения абитуриентов и работодателей.
В конечном счете, академическая непорядочность разрушает академический мир. Это мешает основной миссии образования — передаче знаний, позволяя студентам получить диплом без получения знаний. Академическая непорядочность создает атмосферу, которая не способствует процессу обучения, что затрагивает также и честных студентов. Когда честный студент видит списывающих, которые боятся быть обнаруженными, это может понизить его «боевой дух», так как он видит, что вознаграждение за его труд обесценилось. Списывание подрывает научное сообщество, когда студенты крадут идеи. Идеи — это «капитал и личность» профессионального автора, и если идеи воруют, это задерживает стремление к знаниям.
Мошеннические публикации, которые не были официально отозваны, могут оставаться проблемой в течение многих лет: статьи и книги остаются на полках и продолжают цитироваться. В случае С. Уолтер Полшока, начинающего историка 1960-х, чей труд, как оказалось, содержал полностью сфабрикованный материал, был разоблачен в 1966 году в журнале The American Historical Review. Тем не менее, его книгу не убрали с полок многих университетских библиотек и она (вместе со своими тезисами) по-прежнему цитировалась в 2013 году — спустя 47 лет.

## Сдерживание
Все стороны, участвующие в непорядочности — не только тот, кто выигрывает за её счет — могут быть наказаны.
Исторически работа по предотвращению мошенничества возлагалась на учителя. Раньше считалось, что в колледже профессор выступал in loco parentis и был способен регулировать поведение учащихся как родитель. Таким образом, преподаватели, которые обнаруживали обман, могли назначить практически любое наказание, какое сочтут нужным. Студенты часто не имели механизма обжалования. Как правило, экзаменаторов нанимали, чтобы контролировать экзамены. Если случай был особо серьёзным, мог быть задействован декан или другой человек на руководящей должности. Студентов некоторых учебных заведений возмутила эта непоследовательная и патерналистская система, и они потребовали, чтобы их рассматривали как взрослых.

### Кодексы чести
Сначала в Колледже Вильгельма и Марии в 1779 году, и затем в таких заведениях как Университет Вирджинии в 1850-х годах и Уэслианский университет в 1893 году, студенты, с согласия преподавательского состава, создали кодексы чести. Б. Мелендес из Гарвардского университета определяет термин «кодекс чести» как кодекс академического поведения, который включает в себя письменное обещание о честности, которое студенты подписывают, контролирующийся студентами суд, который заслушивает случаи предполагаемых нарушений, заочные экзамены и обязанность всех студентов — обеспечивать соблюдение кодекса. Эта система опиралась на студенческий самоконтроль, который считался более подобающим для молодых джентльменов, чем проверка экзаменаторами и преподавателями, которая существовала раньше. Интересно, что военные академии США продвинули кодекс чести на один шаг дальше, не разрешая «терпимость», что значит, что если определено, что кадет или курсант не доложил о нарушении или открыто защищал того, кто совершает академически непорядочные действия (а также другие непорядочные действия или воровство), то человек должен быть исключен вместе с нарушителем.

### Смешанные судебные коллегии
Однако, многие люди сомневались в целесообразности того, чтобы полагаться на такое абстрактное понятие как честность. Это сомнение, возможно, привело к тому, что лишь менее четверти американских университетов приняло кодексы чести. Кроме того, многие преподаватели не могли себе представить начатый студентом процесс, который бы обвинял преподавательский состав справедливо. В ответ на эти беспокойства, в середине XX века, многие учебные заведения создают смешанные судебные коллегии, состоящие как из студентов, так и из преподавателей. Такое устройство похоже на традиционное в том, что оно полагается на преподавателей в вопросе обнаружения фактов списывания, но нарушители предстают перед смешанной коллегией для определения наказания. К 1960-м более четверти американских университетов приняли эту систему. И в это время ещё более половины американских университетов продолжали использовать традиционную систему.

### Студенческие правовые гарантии
Начиная с 1960-х, Верховный суд США начал уходить от доктрины in loco parentis, давая студентам колледжей больше гражданских свобод, таких как правовые гарантии в дисциплинарных делах (Dixon v. Alabama Board of Education, 1961). В деле Cooper v. Blair (1973), признавалось, что рассмотрение случаев академической непорядочности требует правовых гарантий, так как это является дисциплинарным, а не учебным вопросом. Такие процессуальные права студентов в случае академических нарушений не эквивалентны обычным процессуальным правам. Например, у студента нет права на представительство, и принцип презумпции невиновности не обязательно строго соблюдается. В приказе Окружного суда Западного округа штата Миссури «General Order on Judicial Standards of Procedure and Substance in Review of Student Discipline in Tax Supported Institutions of Higher Education» (1968) студенческие правовые гарантии определены следующим образом:

1. Студента следует известить в письменной форме об основании или основаниях и характере доказательств, на которых основано обвинение.
2. Студенту следует предоставить возможность слушаний, где дисциплинарный орган обеспечивает равную возможность для представления позиции, объяснений или доказательств студента.
3. Никакие дисциплинарные меры не могут быть приняты на основаниях, которые не поддерживаются какими-либо существенными доказательствами.

Эти новые правила положили конец традиционной системе контроля академической непорядочности; теперь студенты имели право на беспристрастные слушания. В то время как учебные заведения, использующие кодексы чести или смешанные судебные коллегии, не были затронуты этими решениями, остальные учебные заведения, использующие традиционную систему, учредили комиссии из преподавательского состава, завучей или декана, которые проводили слушания.

### Модифицированные кодексы чести
В начале 2000-х Дональд Л. МакКейб и Линда Клебе Тревино предложили новый способ борьбы против академической непорядочности, который был реализован в Мэрилендском университете. Модифицированные кодексы чести поставили студентов во главе слушаний, прояснив, что предотвращение такого поведения среди студентов — обязанность самих студентов, но в то же время с очными экзаменами, контролируемыми не-студентами. Исследователи, которые отстаивают этот тип кодекса, считают, что обычные кодексы чести подходят лишь для особых случаев и не применимы к большинству учебных заведений. Согласно сторонникам этой системы, учебные заведения с большим числом студентов, неразвитым студенческим сообществом или без истории студенческого самоуправления будут неспособны поддерживать полный кодекс чести. Однако, хотя модифицированный кодекс чести выглядит эффективнее традиционного полностью преподавательского контроля за поведением, исследование показывает, что в учебных заведениях с модифицированным кодексом чести бо́льший процент списывания, чем в школах с полным кодексом чести.

### Сравнение различных систем сдерживания
Изучение показало, что есть сильная корреляция между формой поддержания академической целостности и уровнем непорядочности. Несколько исследований обнаружили, что студенты, посещающие учебные заведения с кодексами чести, обманывают с меньшей вероятностью, чем студенты с традиционной системой. Другое исследование обнаружило, что только в 28 % учебных заведений с кодексом чести высокий уровень списывания, в то время как среди учебных заведений со смешанными судебными коллегиями — 81 %. Традиционная система полагается на контроль и наказание, а кодексы чести — на студенческое чувство благородства и давление коллектива. Как замечено выше, в разделе причин, усиление контроля и наказаний редко бывает эффективным, в то время как между давлением со стороны сверстников и порядочностью есть высокая корреляция. Модифицированный кодекс чести пытается культивировать неодобрение обмана среди сверстников, сохраняя традиционный контроль; критики утверждают, что контроль подрывает атмосферу студенческого самоконтроля, уменьшая эффективность кодекса чести, что, возможно, объясняет, почему модифицированные кодексы менее эффективны, чем полные.

### Проблемы преподавательского контроля
Можно лишь ограниченно полагаться на преподавательский контроль. В одном исследовании обнаружено, что до 21 % преподавателей игнорировали явный случай списывания хотя бы раз. Другое исследование показало, что 40 % преподавателей «никогда» не докладывали об обмане, 54 % — «редко» докладывали, и всего-лишь 6 % сообщали обо всех нарушениях, с которыми столкнулись. Третий опрос учителей показал, что хотя 79 % обнаруживали обман, только 9 % наказали нарушителя. Согласно руководству для учителей:

причины такого бездействия включают нежелание тратить время и энергию на проблему, нежелание вступать в эмоциональную конфронтацию, страх мести со стороны студента, потери студентов, обвинений в домогательствах или дискриминации и даже судебных исков за оскорбление или клевету.

Есть и другие причины. Некоторые преподаватели неохотно сообщают о нарушениях, так как считают наказание слишком суровым.
У некоторых профессоров может быть мало стимула противодействовать обману ниже той точки, когда он незаметен сторонним наблюдателям, так как их оценивают по количеству опубликованных работ и выигранных грантов, а не по качеству преподавания.
Другие не сообщают о нарушениях из-за постмодернистских взглядов на обман. Постмодернизм ставит под вопрос понятия «авторства» и «оригинальности». С точки зрения культурологии и историзма, авторы сами — просто обобщенные образы своего социального окружения, и таким образом они просто переписывают уже написанные культурные истории. Более того, на некоторых занятиях коллективная работа поощряется (см. Composition studies). Постмодернистский взгляд заключается в следующем: «понятие нарушения авторства имеет ограниченное эпистемологическое значение. Под ироничным взглядом постмодернизма, различия между виной и невиновностью, честностью и скандальной пронизанной обманом полемикой становятся иррелевантными.» Однако, есть мнение, что постмодернизм — это просто моральный релятивизм, поэтому обман принимается как обоснованный академический метод, даже если он морально и юридически ошибочен. Один преподаватель писал в статье в The English Journal, что когда он заглянул в класс, где студенты проходили тест без присмотра, и увидел нескольких студентов, консультирующих друг друга, он решил, что они не списывали, а использовали нетрадиционные техники и сотрудничество в обучении, чтобы преодолеть препятствия, которые учителя поставили на их пути. Проблемы культурного релятивизма также влияют на взгляды преподавателей на списывание; встречается возражение, что «студенты из определённых культур Среднего Востока, Азии и Африки сбиты с толку представлением, что можно „владеть“ идеей, так как их культуры признают слова и идеи собственностью всех людей, а не частной собственностью».
Другая проблема, которая может возникнуть — учителя могут решить, что это не их работа. Аргумент «они — преподаватели, а не полицейские» часто слышен в учебной среде. Говоря экономическими терминами, некоторые преподаватели считают, что им платят за предоставление знаний, и если студент теряет эти знания из-за обмана, он только обманывает себя на те деньги, что он заплатил за обучение.